# Letitia Cross
Letitia Cross, död 1737, var en engelsk skådespelare.
Hon engagerades 1694 vid Drury Lane Theatre, där hon hade en framgångsrik karriär. Hon framträdde även som sångerska i flera av de första pjäserna med sång som uppsattes där. Hon gjorde sin sista föreställning 1732. 
Hon hade 1697-98 ett förhållande med Peter den store. 